# Những bông hoa nhỏ
Những bông hoa nhỏ hay Bông hoa nhỏ là một chương trình truyền hình dành cho thiếu nhi của Đài Truyền hình Việt Nam. Lên sóng lần đầu tiên từ năm 1970, chương trình đã trở thành một phần không thể thiếu trong chương trình truyền hình phát vào buổi tối và được nhiều thế hệ trẻ em Việt Nam rất yêu thích trong suốt nhiều năm sau đó. Năm 2012, Những bông hoa nhỏ được khôi phục dưới dạng một dải giờ với nhiều chương trình cho các đối tượng thiếu nhi khác nhau, và được phát sóng trên kênh truyền hình VTV6.

Những bông hoa nhỏ giai đoạn 1990–1998 (phát trên VTV1)

Những bông hoa nhỏ phiên bản 2012 (phát trên VTV6)

## Hình thành
Ngày 7 tháng 9 năm 1970, Đài Truyền hình Việt Nam, hãng truyền hình đầu tiên của nước Việt Nam Dân chủ Cộng hòa được thành lập. Để đáp ứng nhu cầu học tập và giải trí của thiếu nhi, một chương trình truyền hình ngắn đã ra đời và lấy tên là Những bông hoa nhỏ, với thời lượng phát sóng ban đầu là 15 phút, sau đó tăng lên thành 30 phút. Phát sóng bằng máy phát đặt trên xe truyền hình lưu động nhập của Ba Lan, lúc đó đặt tại trụ sở Đài Tiếng nói Việt Nam - 58 phố Quán Sứ, quận Hoàn Kiếm, thành phố Hà Nội.

## Phát triển
Trước năm 1995, do trình độ kỹ thuật và nguồn kinh phí còn hạn chế, Đài Truyền hình Việt Nam chỉ phát sóng theo buổi vào lúc 09:00, 14:00 và 19:00. Với thời lượng tương đối ít, lại được phát sóng sau chương trình phim truyện mở đầu buổi phát sóng tối và trước chương trình Thời sự (chương trình được xem là dành cho người lớn), Những bông hoa nhỏ phát sóng cố định vào lúc 19:00 (ban đầu không phát sóng vào các ngày thứ Ba, thứ Năm và thứ Bảy) và hầu như có lịch chiếu rất cụ thể.
Thông thường có mục Thời sự thiếu nhi với các tin tức về hoạt động Đội, cuộc phát động đưa trẻ đến trường, tiêm chủng vắc-xin,... Sau đó là các tiết mục ca hát, diễn kịch của thiếu nhi, và chiếu phim hoạt hình ngắn (Việt Nam và nước ngoài) - cùng là tiết mục luôn được mong chờ nhất.
Trước năm 1990, mục phim hoạt hình chủ yếu chiếu phim của các quốc gia thuộc khối xã hội chủ nghĩa, ví dụ như Hãy đợi đấy !, Bolek và Lolek... Sau này thì có thêm một số lượng đáng kể phim hoạt hình của Mỹ, Úc, Pháp, Anh,... Tuy nhiên, nhiều nhất vẫn là các bộ phim của hãng Walt Disney; lần đầu tiên trẻ em Việt Nam được làm quen với các nhân vật ngộ nghĩnh, vui nhộn: Chuột Mickey, Vịt Donald, Chip và Dale, Gấu Pooh,... Ngoài ra, các nhân việt Thủy thủ Popeye, Tom và Jerry, Blinky Bill cũng rất được yêu thích.
Đến cuối năm 1992, có thêm mục Khoa học dành cho thiếu nhi (Từ 1995 đổi thành "Khoa học vui, với dẫn chương trình là Phạm Việt Tiến và Nguyễn Quang) - chỉ phát sóng vào ngày thứ Bảy trên VTV1. Năm 1998, khi "Những bông hoa nhỏ" chuyển sang phiên bản mới thì xuất hiện chuyên mục "Vì sao lại thế ?", Khoa học vui vẫn phát sóng đến năm 2003.
Năm 1998, Những bông hoa nhỏ đổi tên thành Chương trình Thiếu nhi và dời giờ phát sóng xuống 18:30, do sự thay đổi của chương trình Thời sự tối.

## Đón nhận
Mặc dù được xem như đã kết thúc sứ mệnh lịch sử của mình từ năm 1997 sau 27 năm phát sóng, song hầu hết các chương trình tạp kỹ dành cho trẻ em hiện nay của Việt Nam đều thừa nhận vai trò ảnh hưởng rất lớn của "Những bông hoa nhỏ".
Trong hai thập niên trước và đầu thế kỷ XXI, truyền hình Việt Nam đã có sự lột xác và phát triển rất mạnh mẽ nhờ các điều kiện trang - thiết bị kỹ thuật, kinh phí, nhân lực... được nâng cao. Nếu như trước đây trên mặt bằng quốc gia chỉ có hai chương trình tạp kỹ dành cho trẻ em của Đài truyền hình Việt Nam và Đài truyền hình Thành phố Hồ Chí Minh, thì hiện nay con số này trở nên rất khó dự đoán chính xác.
Tất nhiên, yếu tố này đa phần cũng thuộc về sự nâng cao trình độ phát triển dân sinh và nhu cầu vui chơi - giải trí. Dẫu vậy, truyền hình Việt Nam hiện nay đang rơi vào một cơn khủng hoảng ngầm nghiêm trọng, đó là thiếu khả năng đáp ứng về ý tưởng sáng tạo. Riêng trong lĩnh vực truyền hình dành cho trẻ em, hiện nay vẫn chưa thể tạo ra một sân chơi lý thú, giàu sức hút như trước kia. Điều này cũng buộc các nhà đài phải tăng cường mua bản quyền các chương trình truyền hình dành cho trẻ em ăn khách của nước ngoài (ví dụ như: Khoa học thường thức dành cho thiếu nhi/PMK, Trò chuyện cùng anh Chó Trắng, Sesame, Play School, Gấu Humphrey, Khám phá cùng Dora, Cô bé bánh Dâu Tây,...), đồng thời trình chiếu một cách ồ ạt phim hoạt hình của các thương hiệu nổi tiếng toàn cầu. Lâu dần đã tạo ra hiện tượng lệ thuộc vào nguồn lực bên ngoài. Chính thực trạng này đã khiến một số lượng lớn khán giả bày tỏ sự nuối tiếc "Những bông hoa nhỏ".
Một lớp khán giả từng lớn lên từ những bữa cơm đợi chờ chương trình truyền hình yêu thích được gọi là Thế hệ "Những bông hoa nhỏ". Hiện tại, được xem như kế thừa "Những bông hoa nhỏ" là chương trình truyền hình "Thiếu nhi", tuy không thu hút được khán giả với số lượng lớn nhưng lịch phát sóng đều đặn, nhiều thời điểm và nội dung cũng phong phú hơn. Chương trình này vẫn sử dụng nhạc hiệu của "Những bông hoa nhỏ" nhưng hòa âm phối khí lại với chất lượng âm thanh tốt hơn.

## Khôi phục
Năm 2012, với mong muốn xây dựng lại một dải giờ chuyên biệt dành riêng cho đối tượng khán giả nhỏ tuổi, Ban Thanh thiếu niên của Đài Truyền hình Việt Nam đã quyết định khôi phục lại chương trình Những bông hoa nhỏ. Phiên bản mới này của Những bông hoa nhỏ được xây dựng thành một chuỗi các chương trình dành cho các lứa tuổi thiếu nhi khác nhau, bắt đầu lên sóng kênh VTV6 từ ngày 1 tháng 6 cùng năm trong khung giờ 17:30 (phát lại vào lúc 07:30 sáng hôm sau). Tháng 6 năm 2013, Những bông hoa nhỏ chuyển sang phát sóng trên kênh VTV2, trước khi một lần nữa quay trở lại trên kênh VTV6 vào tháng 10 năm 2014.